# Вересково (Новгородская область)
Ве́ресково — деревня в Старорусском районе Новгородской области, входит в состав Наговского сельского поселения.
Расположена в 5 км от южного берега озера Ильмень. С востока от деревни протекает небольшая речка Учонка. Ближайшие населённые пункты: деревни Шишиморово и Борисово.

## Население
| 2010 |
| ---- |
| 43   |

## История
До апреля 2010 года деревня входила в состав ныне упразднённого Большевороновского сельского поселения.

## Транспорт
В 4 км к югу от Вересково проходит автодорога Р51 Шимск — Старая Русса.